# 第六セントラル
第六セントラルは、セントラルフェリーが運航していたフェリー。後に有村産業でも運航された。

## 概要
三菱重工業下関造船所で建造され、1971年11月に神戸 - 川崎航路に就航した。
1972年2月16日、神戸航路、大阪航路が減便により隔日運航となり、本船と第一セントラルによる運航となった。
1972年11月11日、セントラルフェリーの航路休止により運航を終了、日綿実業へ売却され、常石造船で係船された。
その後、有村産業に売却され、えめらるどとなり、三菱重工業下関造船所で改装工事を行った。
有村産業では、RO-RO貨物船として運航され、1979年に引退した。
その後、インドネシアのペルニに売却され、KMP Tampomas IIとして就航したが、1981年1月27日、ジャワ海を航行中、火災により沈没、数百名が死亡した。

## 設計
第一セントラルの同型船であるが、旅客設備を一段と重視した設計となっており、外観も一部異なる。

## 船内

### 船室
- 特等室
- 一等室
- 二等室
- ドライバー室

### 設備
- グリル
- ラウンジ
- バー
- ゲームコーナー